# 劇団アラムニー
劇団アラムニー（げきだんあらむにー/Alumnae）は、女性だけで構成された、日本のミュージカル劇団。団員は県内の女子高校卒業生を中心に構成されており、毎年2月～3月に群馬県内の劇場において、ミュージカル作品の無料公演を行っている。2000年旗揚げ。

## 概要
- 劇団名のアラムニー（Alumnae）とは、“卒業した女の子たち、同窓生”という意味を持つ英語alumnaの複数形である。
- 劇団アラムニーの公演は入場無料で毎年実施されているため、公演を見に来た一般客からの募金や、県内外からの企業や個人支援者による協賛金などによって、翌年の舞台作りのための資金の一部が賄われている。
- 世界的にも有名なミュージカル作品を毎年演目としており、独自の脚色や振り付けなど、オリジナルにはない要素もふんだんに取り入れつつも、作品の世界観を尊重した舞台作りに努めており、「多くの人にミュージカルの素晴らしさを伝えたい」というモットーのもと、活動を続けている。
- 1つの演目での公演回数は2～6回しかないが、開催日ごとに2つの組に分けてダブルキャストによる公演を毎年行っている。ただし、ダブルキャストとは言え、全ての舞台で基本的に全員参加の形を取るため、一方の組での主要キャストが、もう一方の組でアンサンブルを演じており、全体としての完成度を高めるための礎となっている。
- 現在、太田女子高校と前橋女子高校以外の高校出身者も在籍している。

## 公演
- 第1回公演 『ミー・アンド・マイガール』（2001年）

- 第2回公演 『CAN-CAN』（2002年）

2002年3月13日 太田社会教育センターホール
2002年3月15日 前橋市民文化会館小ホール
- 第3回公演 『ウエスト・サイド物語』（2003年）

2003年2月15日 太田市民会館大ホール
2003年2月16日 前橋市民文化会館小ホール
- 第4回公演 『ガイズ&ドールズ』（2004年）

2004年2月28～29日 群馬県民会館小ホール
2004年3月6日 太田市民会館大ホール
- 第5回公演 『Les Misérables』（2005年）

2005年2月20日 前橋市民文化会館大ホール
2005年3月6日 太田市民会館大ホール
2005年3月20日 藤岡市みかぼみらい館大ホール（1日2回公演）
- 第6回公演 『エリザベート』（2006年）

2006年2月26日 前橋市民文化会館大ホール
2006年3月5日 太田市民会館大ホール
2006年3月18～19日 藤岡みかぼみらい館大ホール
- 第7回公演 『MOZART!』（2007年）

2007年2月25日 前橋市民文化会館大ホール
2007年3月4日 太田市民会館大ホール
2007年3月17～18日 藤岡みかぼみらい館大ホール
- 第8回公演 『Romeo&Juliet』（2008年）

2008年2月24日 太田市民会館大ホール
2008年3月2日 前橋市民文化会館大ホール
2008年3月15～16日 藤岡みかぼみらい館大ホール
- 第9回公演 『NEVER SAY GOODBYE』（2009年）

2009年2月28日～3月1日 前橋市民文化会館大ホール
2009年3月14日～15日 前橋市民文化会館大ホール
2009年3月21日～22日 藤岡みかぼみらい館大ホール
- 第10回公演『AIDA』(2010)

2010年2月27～28日　安中市文化センターホール
2010年3月6～7日　前橋市民文化会館大ホール
2010年3月20～21日　藤岡みかぼみらい館大ホール
- 第11回公演『ファントム-オペラ座の怪人』(2011)

2011年2月26～27日　安中市文化センターホール
2011年3月12～13日　前橋市民文化会館大ホール
2011年3月19～20日　藤岡市みかぼみらい館大ホール
- 第12回公演 『Les Misérables』（2012）

2012年2月25〜26日   藤岡市みかぼみらい館大ホール
2012年3月17〜18日   伊勢崎市民文化会館大ホール
2012年3月24〜25日   安中市文化センターホール
- 第13回公演 『EVITA』（2013）

2013年2月23〜24日   藤岡市みかぼみらい館大ホール
2013年3月16〜17日   前橋市民文化会館大ホール
2013年3月23〜24日   安中市文化センターホール
- 第14回公演 『Romeo&Juliet』（2014）

2014年2月22〜23日   藤岡市みかぼみらい館大ホール
2014年3月8〜9日   前橋市民文化会館大ホール
2014年3月22〜23日   安中市文化センターホール
- 第15回公演 『MOZART!』（2015）

2015年2月21〜22日   藤岡市みかぼみらい館大ホール
2015年3月14〜15日   伊勢崎市文化会館大ホール
2015年3月21〜22日   安中市文化センターホール
- 第16回公演 『カルメン』（2016）

2016年2月27〜28日   藤岡市みかぼみらい館大ホール
2016年3月5〜6日   前橋市民文化会館大ホール
2016年3月26〜27日   安中市松井田文化会館大ホール
- 第17回公演 『1789 〜フランス革命 命をかけた恋〜』（2017）

2017年2月25〜26日   藤岡市みかぼみらい館大ホール
2017年3月11〜12日   安中市文化センターホール
2017年3月18〜19日   伊勢崎市文化会館小ホール
- 第18回公演 『屋根の上のバイオリン弾き』（2018）

2018年2月24〜25日   藤岡市みかぼみらい館大ホール
2018年3月10〜11日   伊勢崎市文化会館小ホール
2018年3月17〜18日   安中市文化センターホール
・第19回公演　『Never say goodbye』(2019)
　2019年02月23〜24日　藤岡市みかぼみらい館　大ホール
　2019年03月09〜10日　安中市文化センター　　　ホール
　2019年03月16〜17日　昌賢学園まえばしホール　小ホール
・第20回公演　『Les Misérables』(2020)
　　2020年2月15〜16日　ベイシア文化ホール　小ホール　
　　2020年3月7〜8日　　安中文化センターホール　※新型コロナウイルスのため中止
　　2020年3月21〜22日　 藤岡市みかぼみらい館　大ホール　※新型コロナウイルスのため中止
特別公演
- 第1回ぐんまこどもの国公演　『美女と野獣』(2006年）

2006年10月8日 ぐんまこどもの国 児童会館多目的ホール